# NEAR Shoemaker
Pour les articles homonymes, voir Shoemaker.
NEAR (Near Earth Asteroid Rendezvous) Shoemaker est une sonde spatiale lancée le 17 février 1996 par l'agence spatiale américaine, la NASA, dans le but d'étudier Éros, l'un des plus gros astéroïdes géocroiseurs. NEAR Shoemaker est la première mission du programme Discovery de la NASA qui rassemble des missions interplanétaires à coût et durée de développement limités. Cette sonde de 800 kg, dont 56 kg d'instrumentation scientifique, avait pour objectif de déterminer les principales caractéristiques de l'astéroïde dont la masse et sa distribution interne, la composition minéralogique, le champ magnétique et la composition du régolithe et les interactions avec le vent solaire. La sonde s'est mise en orbite autour d'Éros le 14 février 2000 et a mené une campagne d'étude d'environ un an. Celle-ci s'est achevée par l'atterrissage de la sonde sur le sol de l'astéroïde le 12 février 2001, pour lequel NEAR Shoemaker n'avait pas été conçue. La sonde a survécu et a pu transmettre des données scientifiques jusqu'au  28 février 2001.
NEAR est la première sonde spatiale à avoir orbité autour d'un astéroïde et atterri à sa surface. Elle a fourni 160 000 images, parfois très détaillées, d'Éros et mesuré sa taille, sa masse et la distribution de celle-ci ainsi que son champ magnétique. Ces données ont permis de préciser les relations qui existaient entre les astéroïdes, les comètes et les météorites. Elles ont permis de définir les principales caractéristiques d'un astéroïde géocroiseur. Enfin, elles ont accru notre compréhension de la manière et des conditions dans lesquelles les planètes se sont formées et ont évolué.

## Contexte

### Les astéroïdes géocroiseurs
De nombreux petits corps - comètes, astéroïdes, et météoroïdes - circulent dans la partie centrale du système solaire et, sur une échelle géologique, certains d'entre eux entrent en collision ou finissent par percuter les planètes terrestres. Du point de vue de l'exploration du système solaire, ces derniers objets présentent un double intérêt. D'une part certains d'entre eux sont parfois des reliques préservées de la phase de formation initiale du système solaire, d'autre part les impacts de ces objets ont façonné la surface des planètes et lune dépourvues d'atmosphère comme Mercure ou la Lune ou ont contribué à l'évolution de l'atmosphère des planètes intérieures ainsi que de la biosphère. Tous ces corps sont des objets primitifs dont l'évolution remonte pour l'essentiel aux premières centaines de millions d'années du système solaire. À l'époque de la conception de la mission NEAR Shoemaker, les scientifiques n'étaient pas parvenus à établir un classement par origine des 7 000 astéroïdes identifiés. Certains d'entre eux pourraient être des comètes dormantes ou éteintes.
La majorité des astéroïdes circulent entre les orbites de Mars et Jupiter. Ceux qui sont situés sur une orbite située à moins de 1,3 unité astronomique du Soleil (400 sur les 7000 astéroïdes recensés) sont baptisés astéroïdes géocroiseurs car ils sont susceptibles de percuter la Terre. Les orbites de ces derniers évoluent relativement rapidement, à l'échelle géologique, à la suite de collisions et d'interactions gravitationnelles avec les planètes intérieures. Les astéroïdes de cette catégorie ne semblent pas avoir de caractéristiques spécifiques mais sont un échantillon représentatif des astéroïdes croisant plus loin du Soleil. Au début des années 1990, les connaissances sur les astéroïdes proviennent de trois sources : les observations à distance effectuées depuis des observatoires situés sur Terre, le survol de (951) Gaspra et (243) Ida par la sonde spatiale Galileo et les analyses effectuées en laboratoire de météorites identifiés comme provenant probablement de collisions d'astéroïdes.

### L'astéroïde Éros
433 Éros est un astéroïde géocroiseur de la sous-famille Amor qui se caractérise par une orbite frôlant l'orbite terrestre en passant à l'extérieur de celle-ci. Cet astéroïde de type S a une forme allongée et ses dimensions sont de 13 × 13 × 33 km. Il orbite autour du Soleil avec une périodicité d'environ un an. L'astéroïde Éros est retenu comme cible car il est à la fois proche de la Terre et de grande taille.

## Le lancement du projet
NEAR Shoemaker est la première sonde du programme Discovery qui rassemble des missions interplanétaires de petite taille dont le coût est inférieur à 150 millions de dollars et la durée de développement est inférieure à 3 ans. L'Applied Physics Laboratory de l’Université Johns-Hopkins, qui a une forte expérience dans la construction d'engins spatiaux, est retenu pour la construction de NEAR. La sonde a été baptisée en l'honneur de Eugene M. Shoemaker, spécialiste des astéroïdes, qui a le premier démontré l'origine externe des cratères d'impact situé sur Terre et sur la Lune.

## Objectifs
L'objectif principal de NEAR Shoemaker est de déterminer les principales caractéristiques de l'astéroïde dont la masse et la distribution interne, la composition minéralogique, la morphologie, le champ magnétique. Les objectifs secondaires comprennent l'étude des propriétés du régolithe, les interactions avec le vent solaire, la détection d'indices reflétant une activité interne tels que l'émission de gaz ou de poussière et les variations de la vitesse de rotation de l'astéroïde sur lui-même. La sonde a pour objectif d'étudier l'astéroïde Éros en restant en orbite à faible distance sur une période d'un an.

## Caractéristiques techniques de la sonde spatiale

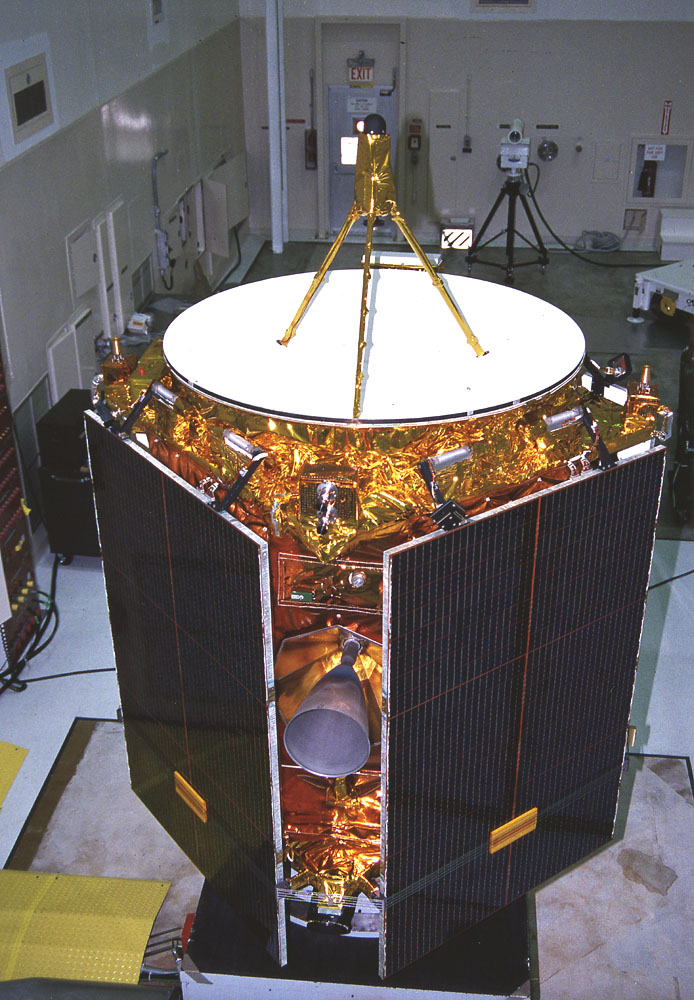
La sonde peu avant son lancement.

NEAR Shoemaker a la forme d'un prisme octogonal de 1,7 mètre de côté. Sur son sommet sont fixés quatre panneaux solaires couverts de cellules à l'arséniure de gallium ainsi qu'une antenne parabolique grand gain fixe de 1,5 mètre diamètre. Un magnétomètre est monté sur la source de l'antenne tandis qu'un détecteur de rayonnement X d'origine solaire est monté sur la même face. Les autres instruments sont montés sur la face opposée. La majorité de l'électronique ainsi que le système de propulsion sont situés à l'intérieur du corps de la sonde. NEAR a une masse totale de 805 kg et une masse à sec sans ergols de 468 kg,.
La sonde est stabilisée 3 axes. Elle dispose d'une propulsion principale assurée par un moteur-fusée à ergols liquides de 450 newtons de poussée, brûlant un mélange d'hydrazine et de peroxyde d'azote. Quatre propulseurs de 21 N. et sept propulseurs de 3,5 N. de poussée, brûlant tous uniquement de l'hydrazine sont utilisés pour le contrôle d'attitude conjointement avec quatre roues de réaction. L'ensemble du système propulsif peut fournir un delta-V de 1 450 m/s. La sonde transporte 209 kg d'hydrazine dans trois réservoirs et 109 kg de peroxyde d'azote dans deux réservoirs.
Les quatre panneaux solaires de 1,8x1,2 mètre de côté fournissent 400 watts à 2,2 U.A. et 1 800 watts à 1 UA. L'énergie est stockée dans un accumulateur nickel-cadmium d'une capacité de 9 A-h. L'orientation de la sonde est déterminée grâce à 5 senseurs solaires, une centrale à inertie et un viseur d'étoiles. Le contrôle de l'orientation est précis à 0,1° près et les mouvements de rotation sont inférieurs à 50 microradians par seconde. Le calculateur de bord est redondant. Il utilise deux mémoires de masse pour stocker les données d'une capacité de 1,1 et 0,67 gigabits.

### Instrumentation scientifique
La sonde transporte cinq instruments scientifiques représentant une masse de 56 kg :
- le magnétomètre (MAG) chargé de mesurer le champ magnétique de l'astéroïde[7],[8] ;
- le spectromètre rayons gamma/rayons X  XRS-GRS (X-ray/Gamma-ray Spectrometer), qui comporte deux capteurs, mesure la présence d'éléments chimiques clés tels que le silicium, le magnésium, l'uranium, le thorium et le potassium[9],[10] ;
- l'altimètre laser NLR (NEAR Laser Rangefinder) mesure de manière très précise la forme d'Éros[11],[12] ;
- le spectromètre fonctionnant dans le proche infrarouge NIS (Near-Infrared Spectrometer) fournit la composition minéralogique de la surface d'Éros en mesurant le spectre de la lumière réfléchie par le sol[13],[14] ;
- la caméra multispectrale MSI (Multispectral Imager) équipée d'un téléobjectif de 168 mm et d'une série de 7 filtres couvrant le spectre de la lumière visible au proche infrarouge. Le champ optique est de 2,25 x 2,29° et le CCD a une résolution utilisable de 224 x 550 pixels. MSI est utilisé pour cartographier Éros et restituer sa topographie[15],[16].

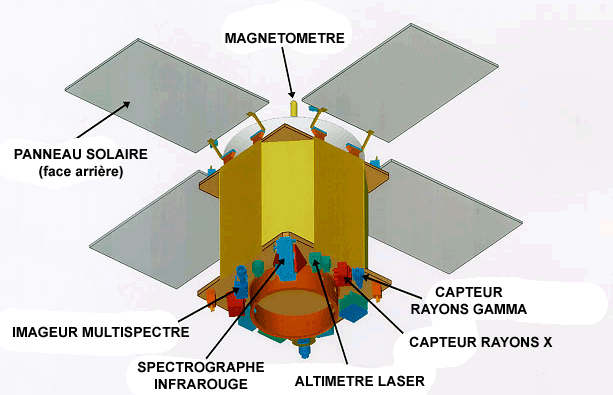
Schéma de la sonde NEAR Shoemaker.

## Déroulement de la mission

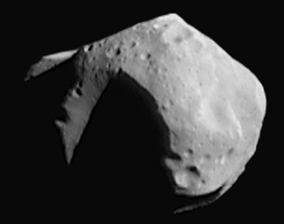
L'astéroïde Mathilde photographié par NEAR.

NEAR Shoemaker est lancée le 17 février 1996 par une fusée Delta II de type 7925-8  puis se place en hibernation durant la première partie du transit vers l'astéroïde Éros. La sonde est réactivée lorsqu'elle croise le 27 juin 1997  à une distance de 1 200 km et une vitesse relative de 9,93 km/s l'astéroïde (253) Mathilde de 61 km de diamètre, dont elle prend plus de 500 clichés couvrant 60 % de sa surface. Le 3 juillet 1997, NEAR effectue une première correction importante de sa trajectoire en utilisant son propulseur principal en deux temps. Sa vitesse est diminuée de 279 m/s et son périgée est abaissé de 0,99 UA à 0,95 UA. Le 23 janvier 1998, NEAR réalise une manœuvre d'assistance gravitationnelle en survolant la Terre à une altitude de 540 km : l'inclinaison de son orbite est relevée de 0,5 à 10,2° tandis que son apogée passe de 2,17 à 1,77 UA ce qui place la sonde sur une orbite convergeant avec celle d'Éros. Parvenue à destination le 10 janvier 1999, NEAR Shoemaker tente de se mettre en orbite autour de l'astéroïde Éros mais la manœuvre échoue à la suite de la défaillance du logiciel chargé du contrôle d'attitude et d'une perte momentanée du contact avec la Terre. Durant cette manœuvre, une grande partie du carburant est consommée. Il en reste toutefois suffisamment pour une seconde tentative mais la sonde spatiale NEAR doit effectuer une révolution complète autour du Soleil avant de pouvoir tenter de se mettre en orbite autour d'Éros. Un peu plus d'un an plus tard, le 14 février 2000, la sonde parvient à se placer autour de l'astéroïde à une altitude initiale de 200 km.
Durant environ un an, la sonde mène une campagne d'observation depuis l'orbite en modifiant l'altitude de celle-ci : le 30 avril, l'altitude est abaissée à 50 km puis la sonde est placée sur une orbite circulaire rétrograde de 35 km le 14 juillet 2000. Entre avril et octobre 2000, la sonde réalise une cartographie complète de la surface d'Éros. En juin 2000, le spectromètre infrarouge NIS tombe en panne alors que l'instrument a passé en revue 70 % de la surface.
Le 12 février 2001, après avoir rempli ses objectifs et décrit 230 orbites autour d'Éros, la sonde manœuvre une dernière fois pour tenter un atterrissage sur la surface de l'astéroïde. En mettant à feu à cinq reprises ses moteurs, elle quitte son orbite et se dirige vers le sol de l'astéroïde. Au cours des cinq derniers kilomètres de la descente, la sonde spatiale réalise 69 images détaillées de la surface dont la dernière à une altitude de 120 mètres. Alors que sa vitesse résiduelle est d'environ 7 km/h, NEAR se pose près de l'étranglement situé entre les deux extrémités de l'astéroïde. Après son atterrissage, la sonde continue à envoyer durant deux semaines les données recueillies par ses instruments. Sa dernière transmission radio a lieu le 28 février 2001,.

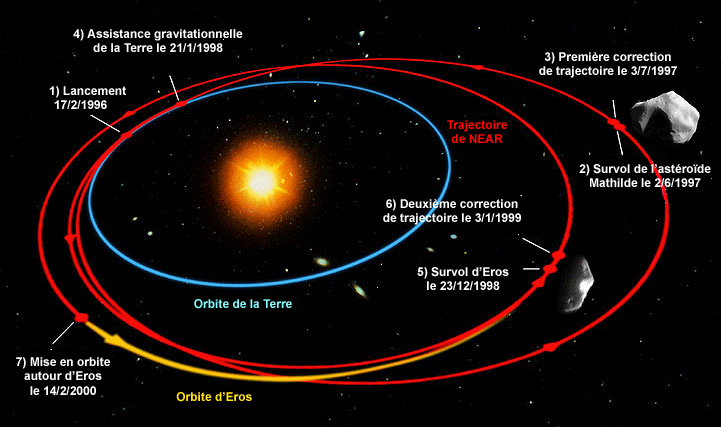
Trajectoire de la sonde NEAR Shoemaker.

## Résultats

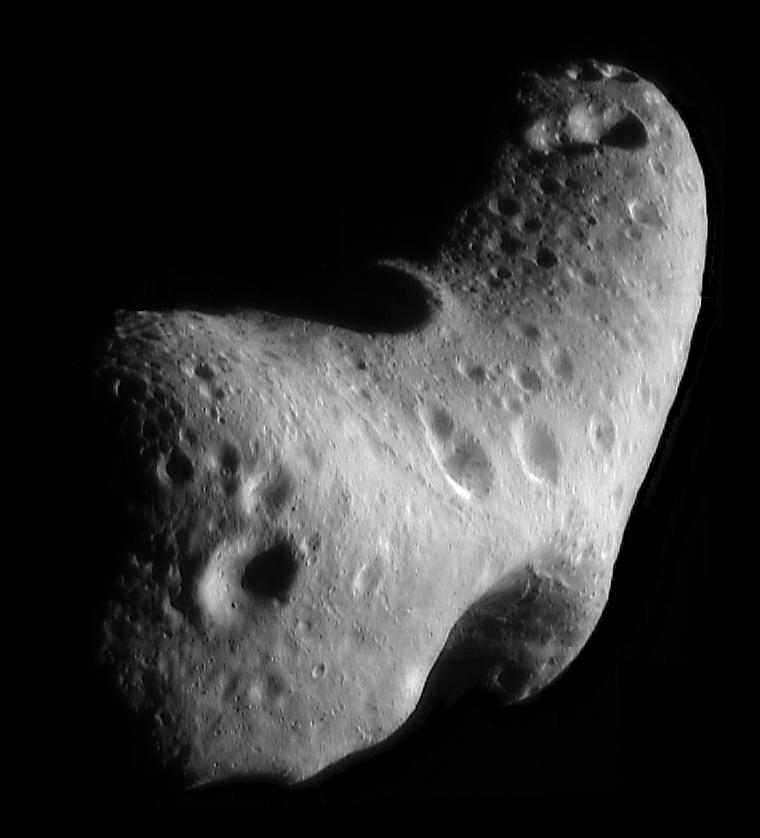
Photo complète d'Éros obtenue en combinant plusieurs photos et mesures altimétriques.

NEAR Shoemaker est la première sonde à avoir recueilli des données détaillées sur un astéroïde, à s'être placée en orbite autour de ce type de corps malgré l'hétérogénéité du champ gravitationnel et à avoir réussi un atterrissage. La sonde a notamment permis d'établir la première carte (d'une précision de 3 mètres) de la surface d'un astéroïde. Sur Éros, la matière est répartie de manière homogène, ce qui n'est pas le cas sur d'autres astéroïdes comme Mathilde qui ont subi un processus de différenciation. La mesure du champ gravitationnel de l'astéroïde a permis une estimation précise de sa masse (7 × 1015 kg) et donc de sa densité : 2,7, valeur assez proche de celle de la croûte terrestre. Le nombre de cratères à la surface a permis d'estimer l'âge de l'astéroïde à environ un milliard d'années. Les observations effectuées sur la surface d'Éros ont également suscité plusieurs questions scientifiques : par exemple, le nombre de cratères ne semble pas obéir aux mêmes lois qu'ailleurs : en général, les cratères sont d'autant plus nombreux qu'ils sont de petite taille, or sur Éros, on compte beaucoup de cratères dont la taille est comprise entre 200 m et 1 km, et très peu dont la taille n'excède pas 20 m. Enfin, la sonde a permis, grâce à un spectromètre à rayons X, de connaître précisément la composition de la surface d'Éros : celle-ci est constituée principalement de pyroxène, d'olivine et de silicium. Aucun champ magnétique n'a été détecté. À l'issue de la mission, la sonde spatiale a réalisé environ 160 000 images de la surface d'Éros qui ont permis de recenser près de 100 000 cratères à sa surface et près d'un million de rochers d'une taille supérieure ou égale à celle d'une maison.
Le coût total de la mission s'est élevé à 220,5 millions $ dont 43,5 pour le lanceur et 60,8 pour les opérations en vol.

## Galerie

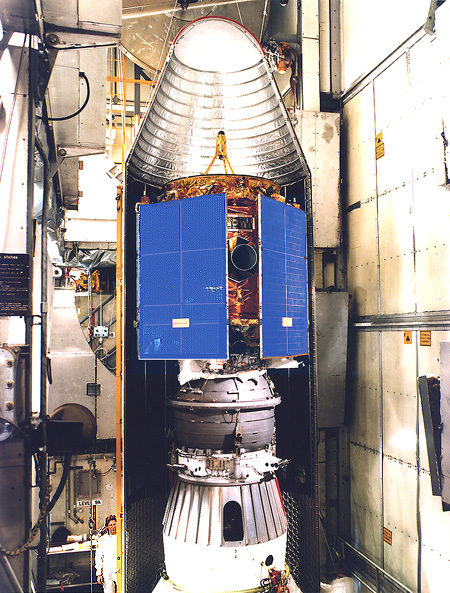
NEAR sous la coiffe du lanceur.
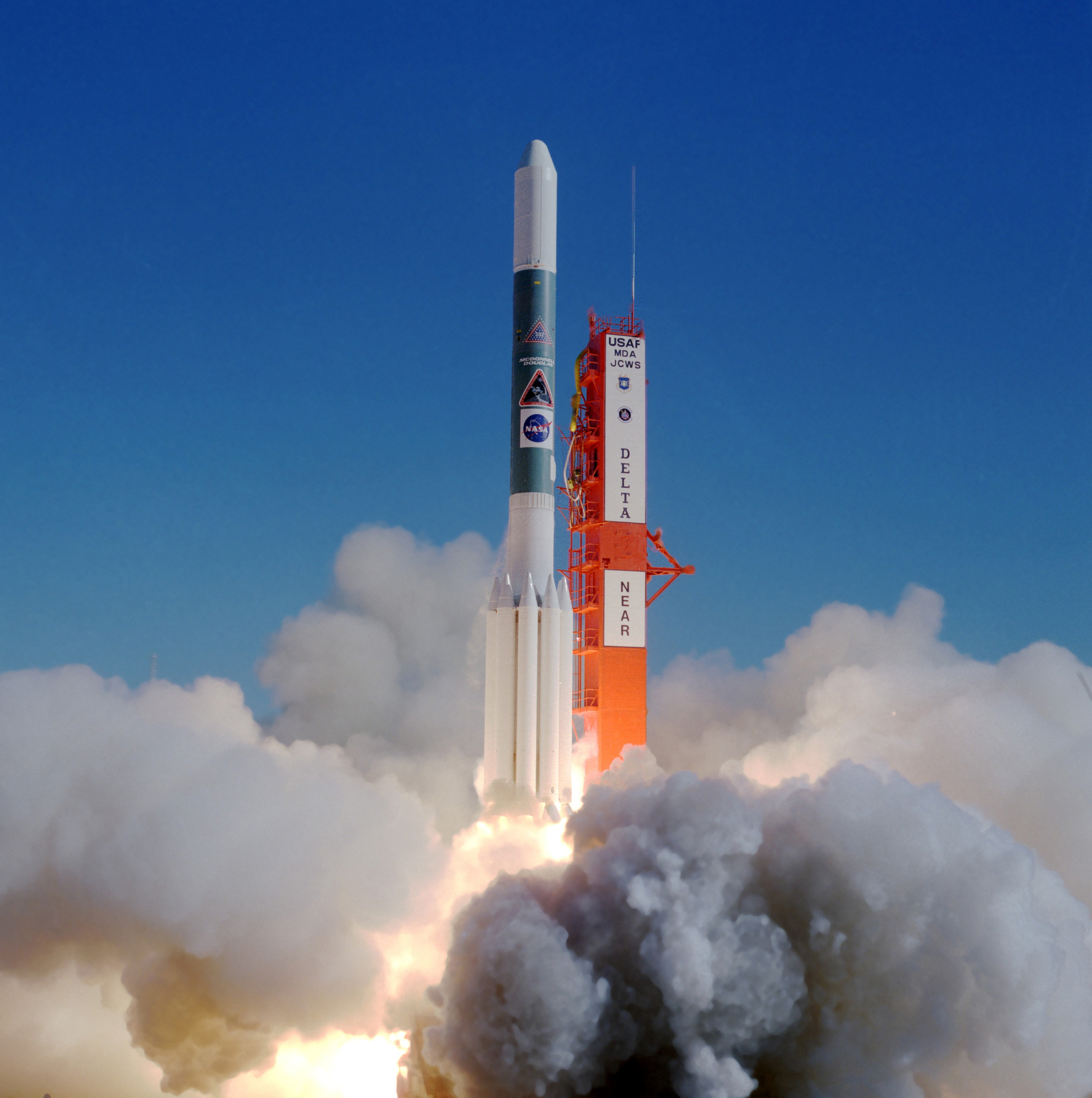
Lancement de NEAR.
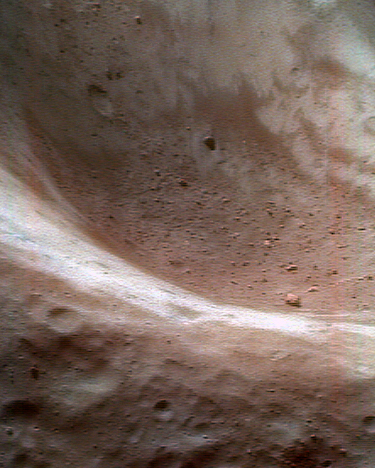
Image en fausses couleurs de la surface d'Éros prise depuis une altitude de 50 km.
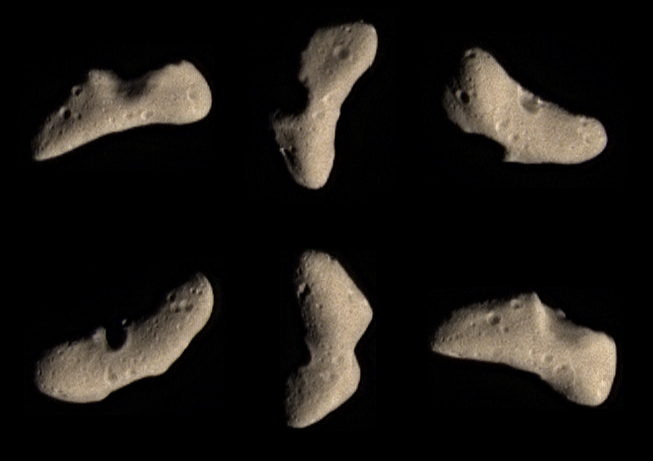
Éros photographié dans différentes positions.
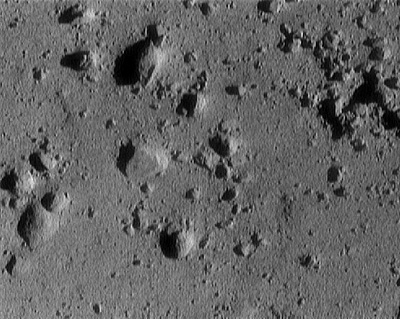
Photo de régolithe prise d'une altitude de 250 mètres. La partie photographiée a 12 mètres de large.
Astéroïde Éros survolé par la sonde NEAR, le 19 septembre 2000.